# Hectaphelia
Hectaphelia là một chi bướm đêm thuộc họ Tortricidae.

## Các loài
- Hectaphelia hectaea (Meyrick, 1911)
- Hectaphelia kapakoana Razowski, 2006
- Hectaphelia metapyrrha (Meyrick, 1918)
- Hectaphelia periculosa Razowski, 2006
- Hectaphelia pharetrata (Meyrick, 1909)
- Hectaphelia tortuosa (Meyrick, 1912)